# 天月みご
天月 みご（あまつき みご）は、日本の漫画家。女性。2015年以前は別名で活動。漫画大賞で受賞し何作品か掲載した後、OLとして働き、天月みごとして再デビューを果たす。第1回スクウェア・エニックスマンガ大賞準大賞を受賞。

## 作品リスト
- 翼の十字軍（『ComicWalker』2015年6月28日[3] - 2017年、全3巻）
- ヴァンパイアホームズ エクスロザリオ（原作：瀬名快伸、『ファミ通コミッククリア』2015年11月13日[4] - 2016年） - コミカライズ。
- 酒男子（『マンガほっと』2017年10月31日[5] - 連載中、既刊3巻） - 単行本は電子書籍限定刊行。
- 流星コーリング〜双つ星の願い事〜（原作：河邉徹[6]、『コミックNewtype』2021年3月16日 - 2022年2月8日[7]、全1巻）